# Збірна Колумбії з футболу
Збірна Колумбії з футболу — національна футбольна команда, що представляє Колумбію на міжнародних змаганнях із футболу. Команда контролюється Федерацією футболу Колумбії, що входить у КОНМЕБОЛ та ФІФА. 
Станом на 28 листопада 2024 посідає 12-e місце у рейтингу футбольних збірних світу.

## Історія
Довгий час футбол у Колумбії був ізольований від решти світу. Лише в 1936 році Федерація футболу Колумбії стала членом КОНМЕБОЛ, а перший офіційний міжнародний матч збірна Колумбії провела через два роки. Вперше в міжнародному турнірі Колумбія взяла участь лише у 1945 році. Виступ на Кубку Америки був неоднозначним — з одного боку, було п'яте місце з 9 учасників (випередили такі команди, як Болівія, Еквадор, Парагвай та Перу), з іншого — виявилося відставання, від визнаних лідерів - Аргентини, Бразилії, Чилі та Уругваю.
Надалі інтерес до футболу в Колумбії підігрівався переважно лігою, створеною в обхід правил ФІФА наприкінці 1940-х років. Про інтереси збірної Колумбії тоді мало хто думав. У 1962 році збірна Колумбії взяла участь у чемпіонаті світу в Чилі, і надалі більше десятиліття не показувала серйозних результатів. У 1975 році збірна дійшла до фіналу знову організованого Кубка Америки, який прийшов на зміну чемпіонатам Південної Америки. За сумою трьох матчів колумбійці поступилися легендарній перуанській команді на чолі з Ектором Чумпітасом і Теофілом Кубільясом (1:0, 0:2, 0:1).
Відлік «золотого періоду» в історії збірної Колумбії можна вести з Кубка Америки 1987 року. Тоді «кафетерос» посіли третє місце на турнірі. У країні з'явився розсип талантів, які надовго стали лідерами національної збірної - Карлос Вальдеррама, Леонель Альварес, Луїс Карлос Переа, Рене Ігіта, трохи пізніше - Віктор Арістісабаль, Оскар Кордоба, Фарід Мондрагон, Іван Раміро Кордоба. Значна частина успіхів збірної Колумбії наприкінці 1980-х, 1990-х і першої половини 2000-х років пов'язана з роботою тренера Франсіско Матурани. Саме під його керівництвом колумбійці виходили у фінальні стадії чемпіонатів світу 1990 (1/8 фіналу) та у 1994 роках. Він же ж привів збірну до свого найвищого досягнення – блискучої перемоги на домашньому Кубку Америки 2001 року. У 1994-1998 рр.. зі збірною працював Ернан Даріо Гомес, який вивів її на чемпіонат світу у Франції. У 2010 році він був утретє призначений головним тренером збірної Колумбії. 
Після довгого періоду невдач 11 жовтня 2013 року збірна Колумбії, зігравши внічию з Чилі 3:3, достроково оформила свій вихід на чемпіонат світу 2014 року, на якому вперше у своїй історії вийшла до 1/4 фіналу. На наступному чемпіонаті світу колумбійці спочатку програли Японії 1:2, потім розгромили Польщу 3:0 та перемогли Сенегал 1:0. «Кафетерос» виграли свою групу, після чого в 1/8 фіналу поступилися англійцям в серії пенальті (1:1, 3:4).
На ЧС-2022 колумбійці не потрапили проте здобули бронзові нагороди Кубка Америки у 2021 році.

## Рекордсмени збірної
Станом на 7 липня 2024 року

### За кількістю матчів
| №   | Гравець            | Роки виступів | Матчі | Голи |
| --- | ------------------ | ------------- | ----- | ---- |
| 1   | Давід Оспіна       | 2007-н.ч.     | 128   | 0    |
| 2   | Хуан Куадрадо      | 2010-2023     | 116   | 11   |
| 3   | Карлос Вальдеррама | 1985-1988     | 111   | 11   |
| 4-5 | Радамель Фалькао   | 2007-2023     | 104   | 36   |
| 5-5 | Хамес Родрігес     | 2011-н.ч.     | 104   | 28   |
| 6   | Маріо Йєпес        | 1999-2014     | 102   | 6    |
| 7   | Ліонель Альварес   | 1985-1997     | 101   | 1    |
| 8   | Карлос Санчес      | 2007-2018     | 88    | 0    |
| 9   | Фредді Рінкон      | 1990-2001     | 84    | 17   |
| 10  | Луїс Карлос Переа  | 1987-1994     | 78    | 2    |

За кількістю голів
| №     | Гравець             | Роки виступів | Голи | Матчі |
| ----- | ------------------- | ------------- | ---- | ----- |
| 1     | Радамель Фалькао    | 2007-2023     | 36   | 104   |
| 2     | Хамес Родрігес      | 2011-н.ч.     | 28   | 104   |
| 3     | Арнольдо Ігуаран    | 1979-1993     | 25   | 68    |
| 4     | Фаустіно Аспрілья   | 1993-2001     | 20   | 57    |
| 5     | Фредді Рінкон       | 1990-2001     | 17   | 84    |
| 6     | Карлос Бакка        | 2010-2018     | 16   | 52    |
| 7-8   | Теофіло Гутьєрес    | 2009-2017     | 15   | 51    |
| 8-8   | Віктор Арістісабаль | 1993-2003     | 15   | 66    |
| 9-10  | Адольфо Валенсія    | 1992-1998     | 14   | 37    |
| 10-10 | Луїс Діас           | 2018-н.ч.     | 14   | 53    |

| - 1930 — Не брала участі - 1934 — Не брала участі - 1938 — Знялася - 1950 — Не брала участі - 1954 — Не брала участі - 1958 — Не потрапила - 1962 — 1-й раунд - 1966 — 1986 — Не потрапила - 1990 — 1/8 фіналу - 1994 — 1-й раунд - 1998 — 1-й раунд - 2002 — 2010 — Не потрапила - 2014 — 1/4 фіналу - 2018 — 1/8 фіналу - 2022 — Не потрапила | - 1916 — 1942 — Не брала участі - 1945 — 5-те місце - 1945 — Знялася - 1947 — 8-ме місце - 1949 — 8-ме місце - 1953 — Знялася - 1955 — Знялася - 1956 — Знялася - 1957 — 5-те місце - 1959 (Аргентина) — Знялася - 1959 (Еквадор) — Знялася - 1963 — 7-ме місце - 1967 — Не потрапила - 1975 — Віцечемпіон - 1979 — 1-й раунд - 1983 — 1-й раунд - 1987 — 3-тє місце - 1989 — 1-й раунд - 1991 — 4-те місце - 1993 — 3-тє місце - 1995 — 3-тє місце - 1997 — 1/4 фіналу - 1999 — 1/4 фіналу - 2001 — Чемпіон - 2004 — 4-те місце - 2007 — 1-й раунд - 2011 — 1/4 фіналу - 2015 — 1/4 фіналу - 2016 — 3-тє місце - 2019 — 5-те місце - 2021 — 3-тє місце - 2024 — Віцечемпіон |

## Гравці збірної

### Поточний склад
Заявка збірної для участі у чемпіонаті світу 2018 року. Вік гравців наведено на день початку змагання (14 червня 2018 року), дані про кількість матчів і голів — на дату подачі заявки (4 червня 2018 року).
| №  | Поз. | Гравець                    | Дата народження (вік)          | Ігри | Голи | Клуб                       |
| -- | ---- | -------------------------- | ------------------------------ | ---- | ---- | -------------------------- |
| 1  | ВР   | Давід Оспіна               | 31 серпня 1988 (вік 29 років)  | 86   | 0    | «Арсенал» (Лондон)         |
| 12 | ВР   | Каміло Варгас              | 9 березня 1989 (вік 29 років)  | 5    | 0    | «Депортіво Калі»           |
| 22 | ВР   | Хосе Фернандо Куадрадо     | 1 червня 1985 (вік 33 роки)    | 1    | 0    | «Онсе Кальдас»             |
|    |      |                            |                                |      |      |                            |
| 2  | ЗХ   | Крістіан Сапата            | 30 вересня 1986 (вік 31 рік)   | 55   | 2    | «Мілан»                    |
| 3  | ЗХ   | Оскар Мурільйо             | 18 квітня 1988 (вік 30 років)  | 13   | 0    | «Пачука»                   |
| 4  | ЗХ   | Сантьяго Аріас             | 13 січня 1992 (вік 26 років)   | 41   | 0    | ПСВ                        |
| 13 | ЗХ   | Єррі Міна                  | 23 вересня 1994 (вік 23 роки)  | 12   | 3    | «Барселона»                |
| 17 | ЗХ   | Хоан Мохіка                | 21 серпня 1992 (вік 25 років)  | 4    | 1    | «Жирона»                   |
| 18 | ЗХ   | Фарід Діас                 | 20 липня 1983 (вік 34 роки)    | 13   | 0    | «Олімпія» (Асунсьйон)      |
| 23 | ЗХ   | Давінсон Санчес            | 12 червня 1996 (вік 22 роки)   | 9    | 0    | «Тоттенгем Готспур»        |
|    |      |                            |                                |      |      |                            |
| 5  | ПЗ   | Вільмар Барріос            | 16 жовтня 1993 (вік 24 роки)   | 10   | 0    | «Бока Хуніорс»             |
| 6  | ПЗ   | Карлос Санчес              | 6 лютого 1986 (вік 32 роки)    | 85   | 0    | «Еспаньйол»                |
| 8  | ПЗ   | Абель Агілар               | 6 січня 1985 (вік 33 роки)     | 70   | 7    | «Депортіво Калі»           |
| 10 | ПЗ   | Хамес Родрігес             | 12 липня 1991 (вік 26 років)   | 63   | 21   | «Баварія»                  |
| 11 | ПЗ   | Хуан Куадрадо              | 26 травня 1988 (вік 30 років)  | 70   | 7    | «Ювентус»                  |
| 15 | ПЗ   | Матеус Урібе               | 21 березня 1991 (вік 27 років) | 8    | 0    | «Клуб Америка»             |
| 16 | ПЗ   | Джефферсон Лерма           | 25 жовтня 1994 (вік 23 роки)   | 5    | 0    | «Леванте»                  |
| 20 | ПЗ   | Хуан Кінтеро               | 18 січня 1993 (вік 25 років)   | 15   | 2    | «Рівер Плейт»              |
|    |      |                            |                                |      |      |                            |
| 7  | НП   | Карлос Бакка               | 8 вересня 1986 (вік 31 рік)    | 45   | 14   | «Вільярреал»               |
| 9  | НП   | Радамель Фалькао (капітан) | 10 лютого 1986 (вік 32 роки)   | 73   | 29   | «Монако»                   |
| 14 | НП   | Луїс Мур'єль               | 16 квітня 1991 (вік 27 років)  | 18   | 2    | «Севілья»                  |
| 19 | НП   | Мігель Борха               | 26 січня 1993 (вік 25 років)   | 7    | 2    | «Палмейрас»                |
| 21 | НП   | Хосе Іск'єрдо              | 7 липня 1992 (вік 25 років)    | 5    | 1    | «Брайтон енд Гоув Альбіон» |

### Відомі гравці
- Фаустіно Аспрілья
- Карлос Вальдеррама
- Рене Ігіта
- Фарид Мондрагон
- Фредді Рінкон
- Хамес Родрігес
- Радамель Фалькао